# Ceroplesis adusta
Ceroplesis adusta es una especie de escarabajo longicornio del género Ceroplesis, subfamilia Lamiinae. Fue descrita científicamente por Harold en 1879.
Se distribuye por Gabón, Costa de Marfil, República Democrática del Congo, Ghana, Benín, República Popular del Congo, Camerún y República Centroafricana. Mide 18-30 milímetros de longitud. El período de vuelo de esta especie ocurre en los meses de abril, mayo, junio, julio, septiembre, noviembre y diciembre.
Parte de la dieta de Ceroplesis adusta se compone de plantas de la familia Rubiaceae y la subfamilia Sterculioideae.